# Aristolochia pierrei
Aristolochia pierrei är en piprankeväxtart som beskrevs av Paul Lecomte. Aristolochia pierrei ingår i släktet piprankor, och familjen piprankeväxter. Inga underarter finns listade i Catalogue of Life.